# Augusta Bernard
Augusta Bernard, även känd under det sammandragna namnet Augustabernard, född 1886, död 1946, var en fransk modeskapare. Hon hade en egen modesalong i Paris mellan 1922 och 1934, och var främst känd för sina aftonklänningar i nyklassisk stil. 